# ابو حلیفه
ابو حلیفه (به عربی: أبو حلیفة) در کویت است که در al ahmadi governorate واقع شده‌است.

## خصوصیات
ابو هلیفا ۵ متر بالاتر از سطح دریا واقع شده‌است.